# Almodóvar del Campo
Almodóvar del Campo ist eine Gemeinde in der Provinz Ciudad Real, in der Autonomen Gemeinschaft Kastilien-La Mancha, Spanien. Mit einer Gesamtfläche von 1208,25 km² ist sie die größte Gemeinde der Region und eine der größten Spaniens.
Die antike römische Stadt Sisapo liegt in Almodóvar del Campo.

## Weblinks

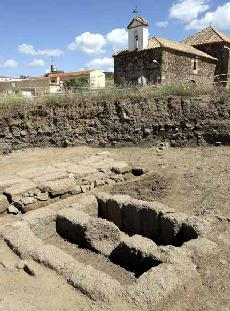
Westgotische Gräber in Almodóvar del Campom – dem röm. Sisapo